# Liptovský Ondrej
Liptovský Ondrej (maďarsky Szentandrás nebo také Liptószentandrás) je obec na Slovensku v okrese Liptovský Mikuláš. V roce 2016 zde žilo 616 obyvatel. Stojí zde gotický římskokatolický kostel svatého Ondřeje, připomínaný již roku 1332 (první písemná zmínka o obci) a do současné barokní podoby přestavěný v první polovině 18. století, a novoklasicistní evangelický chrám z roku 1904. Jádro obce se nachází v údolí Konského potoka, který se pod vsí vlévá do říčky Trnovec. V údolí Trnovce se rozkládá novější výstavba, která navazuje na intravilán sousední obce Jakubovany.
Do roku 1948 se obec nazývala Svätý Ondrej, poté Liptovský Svätý Ondrej a současné jméno nese od roku 1952.